# 后臀丽鱼属
後臀麗魚屬，是條鰭魚綱䲁形目麗魚科下的一個屬。

## 分類
本屬屬於後臀麗魚亞科，目前被認可的種如下：
- 黃泉後臀麗魚 Retroculus acherontos
- 南美後臀麗魚 Retroculus lapidifer
- 北方後臀麗魚 Retroculus septentrionalis
- 鰭斑後臀麗魚 Retroculus xinguensis